# Пентри
Пентрите (Pentri; гръцки: Πέντροι) са племе от народа самнити в регион Самниум.
Населявали са провинциите Кампобасо, Изерния, Л'Акуила, Киети в регионите Молизе и Абруцо.
Името им идва от келтската дума pen ("sommità"), преведено „народ на планините“.
Тяхната столица е била Bovianum  (вероятно днес Бояно).
Тяхен главен град е бил също Aesernia, днешния град Изерния.
През Втората пуническа война те участват 216 пр.н.е. в битката при Кана.
След това изчезват от историята.